# Маркльовиці-Гурні
Маркльовиці-Гурні (пол. Marklowice Górne) — село в Польщі, у гміні Зебжидовиці Цешинського повіту Сілезького воєводства.
Населення — 1094 особи (2011).
У 1975-1998 роках село належало до Катовицького воєводства.

## Демографія
Демографічна структура станом на 31 березня 2011 року:
|          | Загалом | Допрацездатний вік | Працездатний вік | Постпрацездатний вік |
| -------- | ------- | ------------------ | ---------------- | -------------------- |
| Чоловіки | 536     | 122                | 359              | 55                   |
| Жінки    | 558     | 110                | 329              | 119                  |
| Разом    | 1094    | 232                | 688              | 174                  |